# Apodrosus wolcotti
Apodrosus wolcotti (лат.) — вид жуков-долгоносиков из подсемейства Entiminae (Polydrusini). Название дано в честь коллектора типового материала (G. N. Wolcott).

## Распространение
Северная Америка: Пуэрто-Рико.

## Описание
Жуки-долгоносики мелких размеров, длина тела от 3 до 5 мм, ширина от 1,6 до 2,4 мм. Рострум немного длиннее головы. Основная окраска буровато-чёрная. Крылья и плечевые бугры развиты. Усики 12-члениковые. Нижнечелюстные щупики 3-члениковые, нижнегубные щупики состоят из трёх сегментов. Вид был впервые выделен в 1922 году по типовому виду Apodrosus wolcotti Marshall, 1922.